# Блумарт, Корнелис Первый
Корнелис Блумарт Первый (нидерл. Cornelis Bloemaert I; ок. 1540, Дордрехт — 1 ноября 1593, Утрехт) — голландский строительный мастер, скульптор и архитектор, родоначальник семьи потомственных художников.

## Биография
Корнелис Блумарт Первый работал строительным мастером в Горинхеме (1567), в Хертогенбосе (1567—1569), в 1571 году на строительстве церкви Синт-Янс в Горинхеме, с 1576 года в Утрехте, где был зарегистрирован в местной строительной гильдии. В 1591 году он был назначен городским архитектором (Stads-bouwmeester) Амстердама.
Среди учеников Корнелиса Блумарта Первого был известный архитектор и скульптор Хендрик де Кейзер Первый.

## Потомки
Его сын, Абрахам Блумарт (1564—1651) — живописец, рисовальщик и гравёр периода Золотого века голландской живописи. Работал в Амстердаме и Утрехте. Караваджист. Четверо сыновей Абрахама Блумарта и внуков Корнелиса Первого также стали художниками: Корнелис Блумарт Второй (1603—1692) был живописцем и гравёром. Хендрик (1601—1672), Адриан (ок. 1609—1666) и Фредерик (ок. 1616—1690) продолжили семейное дело: Хендрик и Адриан стали живописцами, утрехтскими караваджистами; Фредерик, как и Корнелис, занимался преимущественно гравюрой.